# Эстрела-ди-Алагоас
Эстрела-ди-Алагоас (порт. Estrela de Alagoas) — муниципалитет в Бразилии, входит в штат Алагоас. Составная часть мезорегиона Сельскохозяйственный район штата Алагоас. Входит в экономико-статистический микрорегион Палмейра-дуз-Индиус.